# Spannungskurve
Unter einer Spannungskurve oder einem Spannungsbogen wird in der Literatur, insbesondere bei dramatischen Texten, die Stärke und Wirksamkeit von Verwicklungen, Konflikten und anderen Ereignissen bezeichnet. 
Im einleitenden Teil eines Werkes steigt die Spannungskurve nur langsam an, denn hier werden die Verhältnisse unter den Figuren erklärt, um einen Ausgangspunkt für den Hauptteil zu bilden. Ab jetzt nimmt sie schnell zu und erreicht einen Höhepunkt, in dem alles verloren scheint. Entweder fällt sie nun rasch ab, um im Schlussteil eine mehr oder weniger negative Endung zu finden oder sie bäumt sich nochmal zu einem kleinen Höhepunkt, dem retardierenden Moment, auf. Die Moral oder andere Schlussgedanken bilden einen kurzen horizontalen Abschluss der Kurve.
Eine spezielle Form der Spannungserzeugung ist der Suspense.

## Beispiel
In William Shakespeares Drama Romeo und Julia steigt die Spannung langsam an, indem die Probleme und Haltungen der Familien Montague und Capulet geschildert werden. Als sich Romeo und Julia verlieben, steigt die Kurve schneller. Der Höhepunkt wird erreicht, als Julia mit einem anderen Mann verheiratet werden soll und die beiden in einen verzweifelten, ausweglosen Zustand verfallen. Das retardierende Moment wird von des Priesters Plan gebildet, dass Julia einen Schlaftrunk einnehmen soll und Romeo inzwischen zu ihr eilt. Als diese Idee scheitert und nacheinander die Hauptfiguren ums Leben kommen, baut sich die Spannung rasch ab. Es kommt zu einem tragischen Schluss. In der alten Grafen Einsicht liegt der Schluss, der eine flache, aufgelöste Spannungskurve zeigt.
```
                Höhepunkt 
                .    Retardierendes Moment 
               . .   .
              .   . . . abklingend
             .         . 
            . steigend   .  Schlussteil 
         . .                 . .
```